# Zoran Radmilović

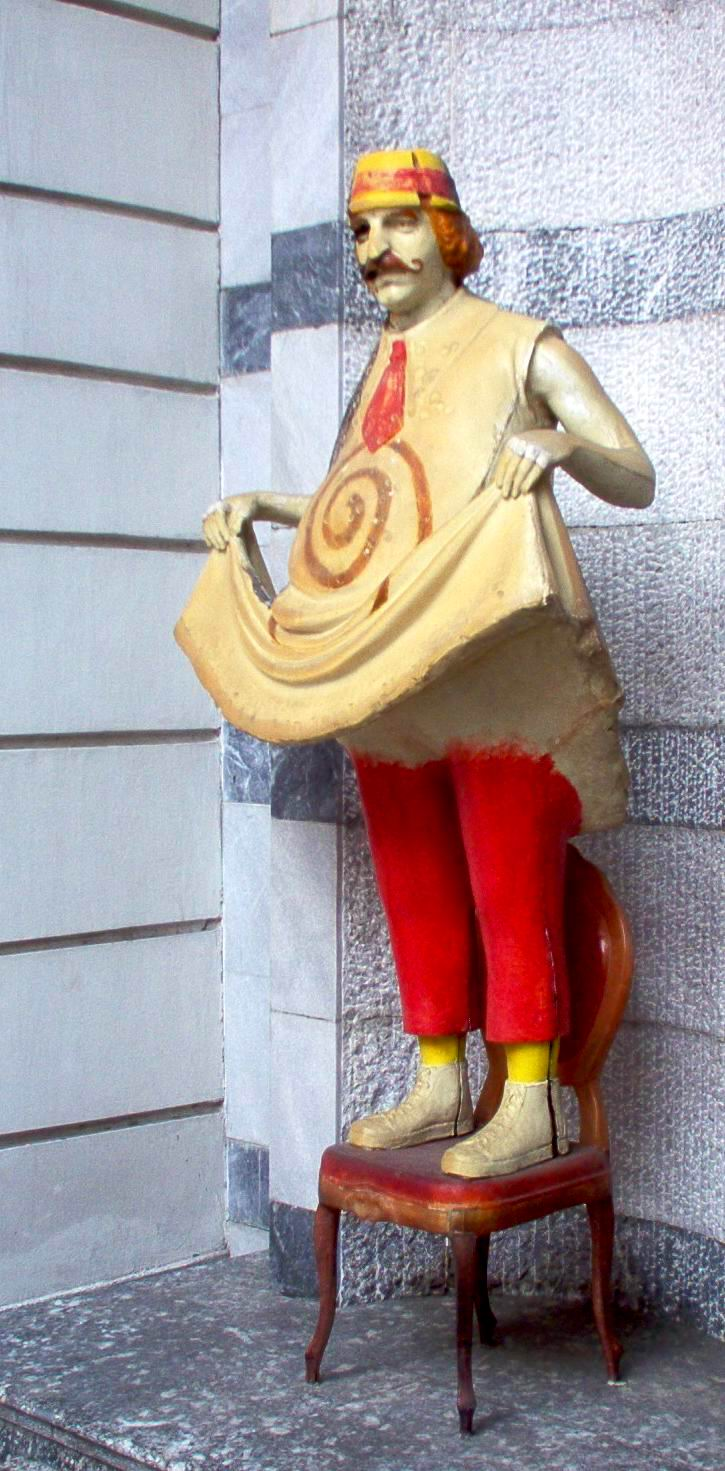
Statue de Zoran Radmilović devant l'Atelje 212 à Belgrade

Zoran Radmilović, en serbe cyrillique Зоран Радмиловић (né le 11 mai 1933 à Zaječar - mort le 21 juillet 1985 à Belgrade), est un acteur serbe. Il a joué un rôle important dans le cinéma de l'ex-Yougoslavie.

## Biographie
Zoran Radmilović a étudié le droit, l'architecture et la philologie à l'Université de Belgrade, avant de découvrir que le métier d'acteur était sa véritable vocation. Après avoir suivi les cours de l'Académie d'Art dramatique, il rejoignit le Théâtre dramatique de Belgrade (en serbe : Београдско драмско позориште et Beogradsko dramsko pozoriste), puis, en 1968, l'Atelje 212, où il devint célèbre dans le rôle du roi Ubu. 
Zoran Radmilović préférait le théâtre au cinéma ou à la télévision. Cependant, il commença à gagner une audience internationale en 1971 en jouant dans le film W.R. - Misterije organizma (« W.R. - Les mystères de l'organisme », un film de Dušan Makavejev qui explorait les liens entre le communisme et la sexualité à travers le regard de Wilhelm Reich. En Yougoslavie, il se fit connaître d'un large public en 1982 en interprétant le rôle de Bili Piton dans la comédie Maratonci trče počasni krug de Slobodan Šijan, d'après la pièce de Dušan Kovačević et celui de Radovan III dans le film Radovan Treći de Ljubomir Draškić, d'après une pièce du même Kovačević.
En 1985, Zoran Radmilović a interprété un de ses derniers rôles dans Papa est en voyage d'affaires, d'Emir Kusturica, film dans lequel il joue avec Slobodan Aligrudić. Il est mort peu de temps après que le film eut reçu la Palme d'or au Festival de Cannes. 

## Récompenses
En 1983, Zoran Radmilović a obtenu le prix Dobričin prsten, l'un des plus prestigieux de Serbie. Il a également obtenu le Prix d'octobre de la Ville de Belgrade.

## Filmographie
- 1962 - Čudna devojka - dans le rôle de Peđa
- 1964 - Marš na Drinu
- 1964 - Pravo stanje stvari
- 1965 - Gorki deo reke
- 1966 - Glineni golub
- 1968 - Ram za sliku moje majke
- 1969 - Veliki dan
- 1971 - Wilhelm Reich : Les Mystères de l'organisme (Wilhelm Reich - Misterije organizma) , de Dušan Makavejev
- 1978 - Paviljon 6
- 1978 - Pogled u noć
- 1979 - Radio Vihor zove Anđeliju
- 1979 - Usijanje
- 1980 - Maîtres, maîtres (Majstori, majstori), de Goran Marković
- 1980 - Srećna porodica
- 1981 - Šesta brzina
- 1982 - The Marathon Family (Maratonci trče počasni krug) - dans le rôle de Bili Piton
- 1983 - Šećerna vodica - dans le rôle du dr. Dragović
- 1985 - Držanje za vazduh
- 1985 - Papa est en voyage d'affaires, d'Emir Kusturica
- 1986 - Šmeker